# مجموعة هولماركوم
مجموعة هولماركوم هي مجموعة مالية مغربية أسسها عبد القادر بن صالح، تنشط في العديد من المجالات لعل أبرزها تمويل باقي الشركات، الصناعة الزراعية، التوزيع، الخدمات اللوجستية ثم النقل الجوي وكذلك العقارات.
بعد وفاة المؤسس في عام 1993، حصل ابنه محمد حسن بن صالح على رئاسة مجلس الشركة وأصبحت في ملكه، وقد قام بمجموعة من التغييرات فيها من قبيل إعادة هيكلة معظم مجالس الشركة ثم الشروع في إستراتيجية تنمية تمثلت الشركة والتي تمثلت في إنشاء العديد من الشراكات والتحالفات.
مجموعة هولماركوم أصبحت واحدة من أكبر وأشهر الشركات في المغرب، وتُشرف اليوم على مجموعة من المشاريع في المغرب وفي أفريقيا كذلك.

## التاريخ

### المجموعة
هولماركوم هي مجموعة مالية مُدارة من قبل عائلة مغربية واحدة. يتركز عمل الشركة في خمس مجالات رئيسية وهي التمويل، الصناعة الزراعية، التوزيع، الخدمات اللوجستية ثم النقل الجوي والعقارات.

### النمو
وصل رقم معاملات الشركة سنة 2012 إلى 3989 مليون درهم مغربي، ولا زالت المجموعة في نمو سنوي مستمر.
النتائج الإيجابية والأرباح السنوية تعود لاستراتيجية التنويع واعتماد سياسة التحسب التي تمكن الفريق من التكيف مع التغيرات والتحديات في المستقبل.

### التاريخ
نمو المجموعة هولماركوم مرتبط بالأُسْرة (عائلة بن صالح) التي كانت غنية من قبل.
أسس المجموعة عبد القادر بن صالح، وقد شهدت دينامية جديدة من النمو مع وصول محمد حسن بن صالح للرئاسة في عام 1993.

#### التأمين
في 1970، التقى عبد القادر بن صالح _رئيس الشركة في تلك الفترة_ بفريق محتص في عملية التخطيط وقد نصحه هذا الأخير ووجهه في مجموعة من المواضيع؛ إلى أن تمكنت هولماركوم من الحصول على أسهم ذات قيمة في شركات أخرى لعل أهمها شركة المياة المعدنية ولماس بالإضافة إلى شركتي أوربونور للنسيج وأوربونور للحبوب.

#### إعادة الهيكلة
بعد وفاة عبد القادر بن صالح في عام 1993، حصل ابنه محمد حسن بن صالح على منصب الرئيس والمدير العام للشركة. وقد قام محمد بإدامة والزيادة في ثروة العائلة من خلال إعادة هيكلة المجموعة، ثم الشروع في مرحلة تنمية المجموعة ولا سيما من خلال إنشاء عدد من التحالفات والشراكات.
قبل الشروع في مرحلة التنمية، قام محمد حسن بن صالح بهيكلة الفريق من خلال تسليط الضوء على رأس المال البشري والمادي أيضا.
أما اليوم فقد أصبحت الشركة رائدة في عدة قطاعات وبات نشاطها معروفا من خلال فتح آفاق نمو جديدة.

### الهيئة الإدارية

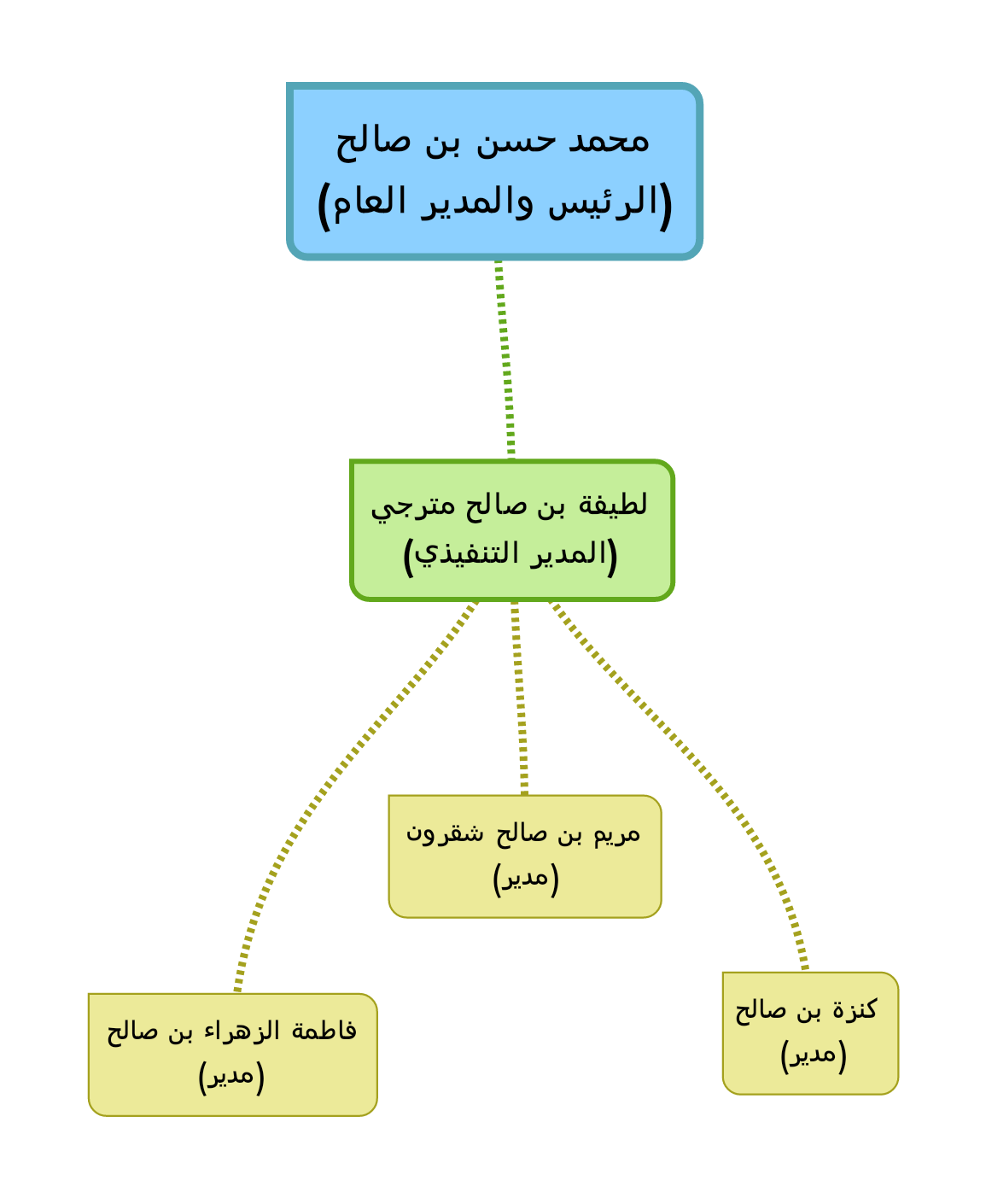
الهيئة الإدارية لمجموعة هولماركوم

يقود مجموعة هولماركوم مجلس إدارة يتزعمه الرئيس والمدير العام محمد حسن بن صالح. ويقوم هذا المجلس بتحليل ووضع المبادئ التوجيهية الرئيسية للمجموعة واتخاذ القرارات الاستراتيجية والمالية.

## مجالات النشاط
منذ إنشاء مجموعة هولماركوم وهي تستحوذ وتخلق العديد من الشركات العاملة في عدة قطاعات، مما جعلها لاعب نشط في الاقتصاد المغربي وفي بورصة الدار البيضاء أيضا.

### القطاع المالي
تنشط مجموعة هولماركوم بشكل كبير في القطاع المالي، حيث تقوم بتمويل شركات أخرى خاصة الصاعدة منها، كما للمجموعة وجود في قطاع التأمين من خلال شركات التأمين وإعادة التأمين (أطلنا للتأمين كمثال). و «سند»
وبالإضافة إلى ذلك، فمجموعة تتوفر على محفظة كبيرة من المشاركات المالية في مؤسسات تعمل في مختلف القطاعات الاقتصادية والمالية الدولية المغربية.

### الصناعة الزراعية
تقوم هولماركوم بتمويل الشركات الصناعية التي تلعب دور قيادي في الأسواق المغربية، كما تقوم بتمويل مجموعة من الشركات المصنعة لكل من الشاي والبسكويت مما جعلها تحظى بعلامات تجارية قوية وسمعة كبيرة مع شرعية وازدهار تاريخي.
تعمل هولماركوم أيضا في مجال الزراعة، من خلال إدخال تكنولوجيا متقدمة لهذا القطاع.

### التوزيع والخدمات اللوجستية
تستثمر هولماركوم في قطاع التجارة والتوزيع من خلال توفير رأس المال بالإضافة إلى معدات وأجهزة صناعية أخرى. وقد واصلت المجموعة تنويع نشاطها في هذا القطاع، حيث تناول أيضا عملية محطة تفريغ وتخزين الحبوب · .

### النقل الجوي
بعد إطلاق شركة الخطوط الجوية المغربية التي تُعتبر أول شركة طيران خاصة من المغرب، نجحت المجموعة في إطلاق رحلات جديدة ومنخفضة التكلفة بمساعدة من العربية للطيران المغرب.

### العقارات
منذ سنوات ومجموعة هولماركوم تنشط في قطاع العقارات من خلال المشاريع التي نفذتها في مناطق مختلفة من المملكة المغربية. وقد أطلقت في عام 2013 مشروع عقاري في السنغال.

### مجالات أخرى
تنشط هولماركوم في قطاعات أخرى مثل الصناعة ووسائل الإعلام لكن بدرجة أقل نوعا ما.

## تاريخ المجموعة
- 1971: اقتناء شركة المياه المعدنية ولماس.
- 1974: الاستحواذ على شركة أطلنطا للتأمين.
- 1978: إنشاء هولماركوم هولدينغ.
- 1997: إطلاق شركة الخطوط الجوية الإقليمية.
- 1999: الاستحواذ على شركة سند.
- 2001: إنشاء شركة أوربونور للحبوب.
- 2003: إعادة إدخال بيبسي للأسواق المغربية.
- 2006 : اقتناء شركة سوماثيس.[19]
- 2007: شراء أسهم شركة أتلانتا.
- 2009: إطلاق شركة العربية للطيران المغرب.
- 2009 : بدء تصدير الحبوب من ميناء الدار البيضاء.
- 2009: إطلاق العلامة التجارية الأثاث أطلس.
- 2010: إطلاق مشروع عقاري يحمل اسم كابتينجيس.
- 2010: إطلاق مجموعة من المشاريع العقارية تحت اسم «منازل التنمية».
- 2010: المشاركة في رأس مال راديو بلس.
- 2011: إطلاق مجموعة Yellowrock
- 2011: تصدير زيوت الزيتون.
- 2013: إطلاق مشروع عقاري في السنغال.
- 2015 : اقتناء شركة نكتاري
- 2016 : اقتناء شركة دنيا القابضة